# Эндрас, Энгельберт
Энгельберт «Бертль» Эндрас (нем. Engelbert Endraß; 2 марта 1911, Бамберг — 21 декабря 1941, северо-восточнее Азорских островов) — участник Второй мировой войны, немецкий офицер-подводник, капитан-лейтенант (2 июля 1941 года), один из асов Кригсмарине.

## Биография
Служил в торговом флоте. 1 июля 1935 года поступил в Кригсмарине кадетом. 1 января 1937 года произведен в фенрихи, а 1 апреля 1937 года — в лейтенанты.
Некоторое время служил на крейсере «Дойчланд» и эскортных кораблях. Участвовал в военных действиях в Испании.
В подводный флот поступил в октябре 1937 года и в декабре 1938 года был назначен 1-м помощником на U-47 к Гюнтеру Прину.

## Вторая мировая война
Будучи старпомом на ПЛ U-47 участвовал в прорыве в Скапа-Флоу и потоплении «Ройял Оак», за что был награждён Железным крестом 1-го класса (17 октября 1939 года).
В декабре 1939 года Эндрас был отправлен на курсы переподготовки и 22 мая 1940 года назначен командиром U-46, на которой совершил 8 боевых походов (проведя в море в общей сложности 195 суток).
В первом же походе Эндрас потопил 5 судов (общим водоизмещением 35347 брт.), — в том числе британский вспомогательный крейсер «Каринтия».
Во втором походе Эндрасу удалось отправить на дно ещё 5 судов (водоизмещением 27 038 брт.), — в том числе ещё один британский вспомогательный крейсер «Дагвеген Касл» (15 007 брт.).
В июне 1940 года стал вторым, после Гюнтера Прина, подводником по результативности и 5 сентября 1940 года награждён Рыцарским крестом Железного креста.
10 июня 1941 года награждён Дубовыми Листьями к Рыцарскому кресту, а 18 июля получил Знак подводника с бриллиантами.
15 октября 1941 года получил в командование подлодку U-567 (тип VII-C).

## Гибель
21 декабря 1941 года лодка Эндраса была потоплена глубинными бомбами английского эскортного корабля «Дептфорд» и корвета «Сэмфайр». Погибли все 47 членов экипажа.
Официально о гибели лодки было сообщено только 31 марта 1942 года.
Всего за время военных действий Эндрас потопил 23 судна общим водоизмещением 123 144 брт. и повредил 4 судна водоизмещением 25 491 брт.